# Inge Jastram
Inge Jastram (* 1934 in Naumburg) ist eine deutsche Grafikerin und Illustratorin

## Leben
Nach dem Besuch der Schule in Naumburg und einer Lehre zur Schneiderin begann Inge Jastram ein Studium zur Modezeichnerin in Erfurt, das sie aber abbrach. Von 1952 bis 1957 studierte sie an der Kunsthochschule Berlin-Weißensee und erhielt ihr Diplom als Buchgrafikerin. Ihre Lehrer waren Werner Klemke, Paul Kuhfuss und Ursula Wendorff-Weidt.
Mit ihrem Mann Jo Jastram zog sie Ende der 1950er-Jahre nach Rostock, seit 1973 lebten beide auf einem Hof in Kneese bei Marlow. Ihr gemeinsamer Sohn ist der Bildhauer Jan Jastram, die gemeinsame Tochter ist die Bildhauerin Susanne Rast.
Inge Jastram war in der DDR vor allem für den Hinstorff Verlag und den Eulenspiegel-Verlag als Buch- und Zeitungsillustratorin tätig und zeichnete u. a. Wandbilder mit Feliks Büttner. Sie hat sich in den 1970er- und 1980er-Jahren als Buchillustratorin und mit architekturbezogenen Arbeiten eine Reputation geschaffen. Sie illustrierte unter anderem Bücher von Klaus Mann, Wolfgang Borchert und Erich Kästner. 1983 wurden die von ihr illustrierten „Hetärengespräche“ des Lukian (Eulenspiegel-Verlag) zu einem der „Schönsten Bücher des Jahres“ gewählt. Nach der politischen Wende 1989 zeichnete sie zunächst hauptsächlich Porträts von Prostituierten in Berlin, später wendete sie sich auch den Porträts von Kindern zum Thema Prostitution zu, um die Gesellschaft aufzurütteln. Es folgten Arbeiten zur Situation der Frau und zu Frauenfiguren, auch großformatige Zeichnungen in einer Mischtechnik aus Kohle, farbige Kreiden, in Pastell, Bleistift und Aquarell bzw. radiert. Auch die Landschaft ihrer Wahlheimat Mecklenburg-Vorpommern spiegelt sich in ihrem grafischen Werk wider.
Ihre Technik als eine der besten Radiererinnen Deutschlands unterstreicht sie durch ihr thematisches Schaffen für ganz eigene Gefühlswelten, erotische Phantasien, Eitelkeiten und Koketterien, aber auch durch einen gesellschaftspolitischen Anspruch zur Unterstützung von Minderheiten. Sie bekennt sich in ihrem künstlerischen Schaffen ausdrücklich zu einer Wahlverwandtschaft mit Henri de Toulouse-Lautrec und George Grosz. Inge Jastram besticht durch ihre Perfektion der graphischen Technik und handwerkliche Fähigkeit. Seit 2004 hat sie ihr Schaffen mit Zeichnungen und Aquarellen erweitert. Zahlreiche Radierungen zeigen ihren gesellschaftspolitischen Anspruch, z. B. ihre grafischen Blätter aus dem Zirkus- und Schaustellermilieu, ein Sprachrohr für Minderheiten zu sein.
Inge Jastram war bis 1990 Mitglied des Verbands Bildender Künstler der DDR.
2019 erhielt sie den Kulturpreis des Landes Mecklenburg-Vorpommern für ihr Lebenswerk.

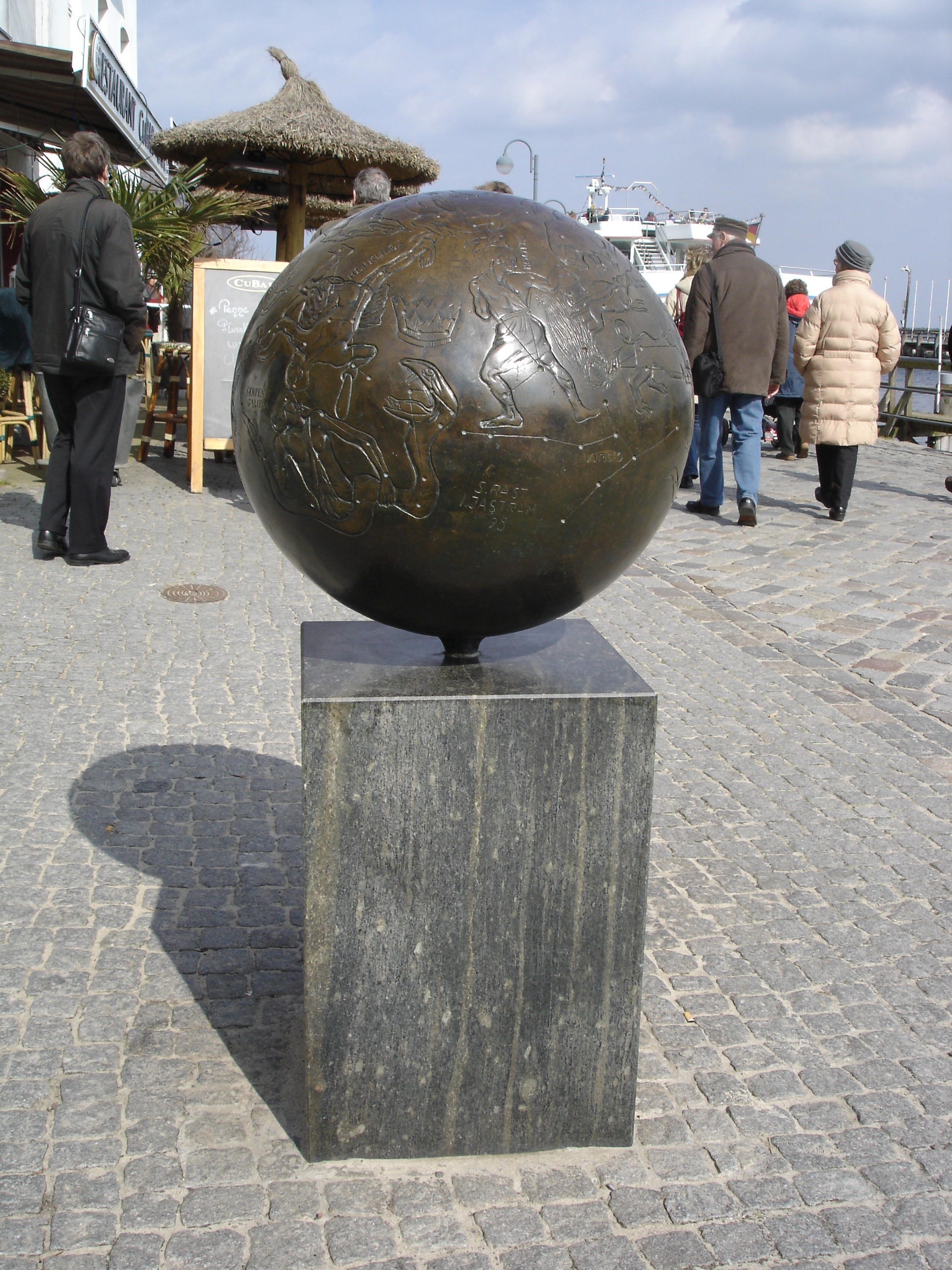
Skulptur Nördliches Firmament von Inge Jastram und Susanne Rast in Rostock – Warnemünde (1998)

## Weitere Buchillustrationen (Auswahl)
- Illustrationen in einer Ausgabe von Gedichten und Chansons von Klaus Mann (Edition Frank Albrecht, 1999)
- Wolfgang Borchert: Laterne, Nacht und Sterne. Gedichte um Hamburg. Faber & Faber, Leipzig, 2002 (Pressenruck mit Kaltnadelradierungen)

## Ausstellungen (unvollständig)

### Einzelausstellungen
- 1995: Kunsthaus Guttenberg, Ahrenshoop (Radierungen 1990–1995)

- Galerie Künstlerarchiv Müller, Kossow[7]
- Galerie Möller, Warnemünde[8]
- Galerie W. Ehrler, Frankfurt am Main
- Kunsthalle Rostock
- raum5, Galerie Berlin
- Bernstein-Museum, Galerie Ribnitz
- Atelier M. Havemann, Hagenah
- Galerie Wolkenbübel, Berlin
- Kunstverein Wernigerode
- Multikulturelles Zentrum, Templin
- Bildungszentrum Rostock

### Beteiligung an zentralen und wichtigen regionalen Ausstellungen in der DDR
- 1969, 1974, 1979 und 1984: Rostock, Bezirkskunstausstellungen
- 1972/1973, 1977/1978, 1982/1983 und 1987/1988: Dresden, VII. bis X. Kunstausstellung der DDR